# Émilie Desforges
Émilie Desforges (* 27. Juli 1983 in Montreal) ist eine ehemalige kanadische Skirennläuferin. Sie gewann drei Rennen im Nor-Am Cup und fuhr im Weltcup dreimal unter die schnellsten 30.

## Biografie
Desforges bestritt ihre ersten FIS-Rennen im Dezember 1998. Im Nor-Am Cup war sie erstmals im Januar 1999 am Start. Sie gewann im Nor-Am Cup insgesamt drei Rennen und fuhr weitere elf Mal unter die besten drei. In der Saison 2002/03 belegte sie Rang zwei und in der Saison 2007/08 Rang drei in der Gesamtwertung. Auch im Europacup war sie ab Januar 2003 am Start, hatte hier aber weniger Erfolg als im Nor-Am Cup. Im Weltcup fuhr Desforges ihr erstes Rennen im Dezember 2003, es dauerte jedoch bis zum 14. Januar 2007, bis sie in ihrem sechsten Weltcuprennen, der Super-Kombination von Zauchensee, mit Rang 25 erstmals Weltcuppunkte gewann. Dieses Resultat blieb ihr bestes Ergebnis im Weltcup. In ihren 33 weiteren Weltcuprennen erreichte sie nur noch in zwei Super-Kombinationen im Februar und März 2008 knapp eine Platzierung unter den schnellsten 30. Im Jahr 2007 nahm Desforges an den Weltmeisterschaften in Åre im Slalom teil, schied aber bereits im ersten Durchgang aus. Nach der Saison 2008/09 zog sie sich vom Spitzensport zurück.

## Erfolge

### Weltcup
- Dreimal unter den besten 30

### Nor-Am Cup
- Saison 2002/2003: 2. Gesamtwertung, 4. Super-G-Wertung, 5. Abfahrtswertung
- Saison 2006/2007: 4. Riesenslalomwertung, 4. Super-G-Wertung
- Saison 2007/2008: 3. Gesamtwertung, 3. Super-G-Wertung, 4. Riesenslalomwertung
- 14 Podestplätze, davon 3 Siege:

| Datum          | Ort                | Land   | Disziplin         |
| -------------- | ------------------ | ------ | ----------------- |
| 2. Januar 2003 | Mont Garceau       | Kanada | Riesenslalom      |
| 11. März 2008  | Whiteface Mountain | USA    | Super-G           |
| 11. März 2008  | Whiteface Mountain | USA    | Super-Kombination |

### Junioren-Weltmeisterschaften
- 2003: 10. Riesenslalom, 20. Abfahrt

### Weitere Erfolge
- 1 kanadischer Meistertitel (Riesenslalom 2008)
- 18 Siege in FIS-Rennen (7× Riesenslalom, 6× Super-G, 4× Slalom, 1× Abfahrt)